# Long (Oklahoma)
Long es un lugar designado por el censo ubicado en el condado de Pittsburg en el estado estadounidense de Oklahoma. En el Censo de 2010 tenía una población de 370 habitantes y una densidad poblacional de 67,32 personas por km².

## Geografía
Long se encuentra ubicado en las coordenadas 35°29′56″N 94°32′21″O / 35.49889, -94.53917. Según la Oficina del Censo de los Estados Unidos, Long tiene una superficie total de 8.84 km², de la cual 19.77 km² corresponden a tierra firme y (0.56%) 0.05 km² es agua.

## Demografía
Según el censo de 2010, había 370 personas residiendo en Long. La densidad de población era de 67,32 hab./km². De los 370 habitantes, Long estaba compuesto por el 63.24% blancos, el 0% eran afroamericanos, el 20.81% eran amerindios, el 1.89% eran asiáticos, el 0% eran isleños del Pacífico, el 5.14% eran de otras razas y el 8.92% pertenecían a dos o más razas. Del total de la población el 6.22% eran hispanos o latinos de cualquier raza.